# Деревня с террасами
«Деревня с террасами» (кат. Poble escalonat; исп. Pueblo escalonado) — картина испанского художника Жоакима Мир, написана около 1909 года и представляет собой живопись маслом на холсте размером 121×164 см. В настоящее время хранится в Национальном музее искусства Каталонии в Барселоне.
Моделью для картины послужила горная деревня Маспужольс в провинции Таррагона, в Каталонии. Картина была написана во время пребывания автора в этих краях в 1905—1913 годах после пережитого психического расстройства, несчастного случая и пребывания в больнице. Разные источники указывают на разные даты создания полотна. По мнению большинства исследователей, картина была написана между 1906 и 1909 годами. Пейзажи того периода в творчестве художника являются его самыми известными произведениями. Стиль, в котором они были написаны, привёл к слухам о психическом нездоровье автора, который потерял чувство света и цвета, пытаясь слиться с природой. В рамках этих пейзажных работ Мир хотел создать такой образ природы, который никто до него не видел.
Художник использовал взрыв чистого цвета, как яркое отражение своих внутренних чувств. Инновационный способ, которым автор интерпретировал пейзаж, был плодом его художественного таланта. Природный объект у Мира находит выражение в ослепительной атмосфере, посредством оригинального способа нанесения смелых мазков и использования ярких цветов с гармоничными хроматическими градациями. Многие пейзажи импрессионистов того периода обладают теми же характеристиками. На полотне изображена деревня на заднем плане с природным ландшафтом, который является авангардом картины. Взгляд притягивается к череде цветов и тому, как художник воссоздает сцену с воображаемым образом. Мир использует различные вариации света и темного цвета, чтобы привлечь внимание к различным областям картины, чем достигается особая динамика образа. Работая над «Деревней с террасами» Мир сам создавал необходимые ему краски и часто менял цвета.
Музей современного искусства в Барселоне приобрел полотно в 1932 году из частной коллекции Пландиуры. Ныне картина входит в собрания Национального музея искусства Каталонии.